# Paracyclops uenoi
Paracyclops uenoi – gatunek widłonoga z rodziny Cyclopidae. Nazwa naukowa tego gatunku skorupiaków została opublikowana w 1962 roku przez japońskiego biologa Takashiego Ito.